# Objets artisanaux de Thaïlande
Chacun en occident connaît les objets artisanaux thaïlandais, expression fidèle de la vie culturelle d’un peuple. Ils montrent les coutumes et les goûts de la majorité de ce peuple plutôt que ceux d’un petit groupe ou d’une élite cultivée.

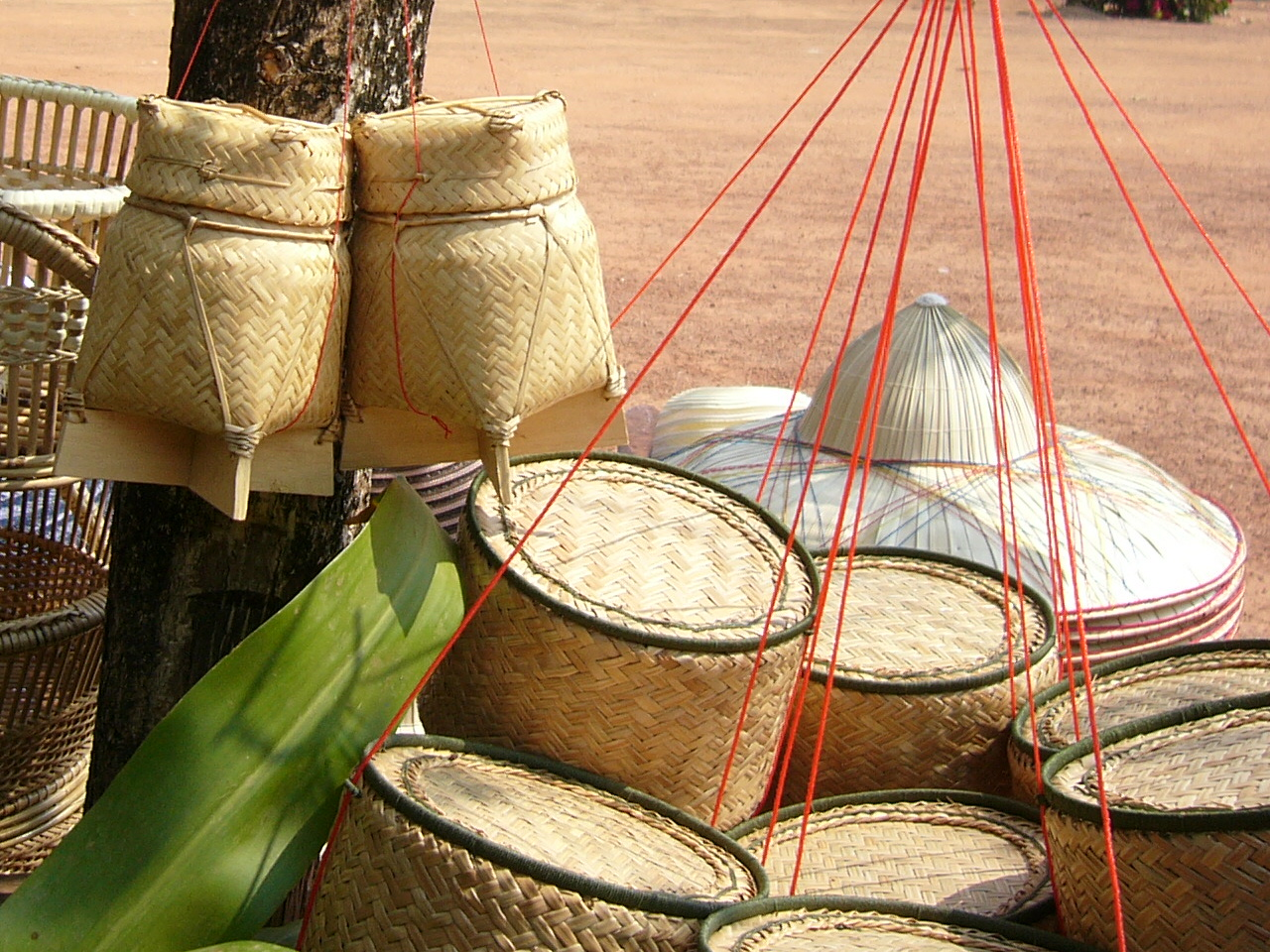
Paniers à riz gluant appelés kratips (2007)

On trouve nombre d'objets artisanaux très utiles venant de plusieurs provinces, par exemple un panier en bois qui sert à mettre du riz. Cette boîte à riz révèle le mode de vie thaï. Les thaïs sont habitués à manger du riz gluant. On peut le voir au nord - est de la Thaïlande. Une nasse utilisée pour attraper des poissons montrant la pêche traditionnelle thaïlandaise et une jarre pour conserver de l’eau. Au nord est la Thaïlande, on peut voir la fabrication des ombrelles en papier utilisées pour se protéger du soleil. Ces ombrelles sont peintes avec beaucoup de couleurs.

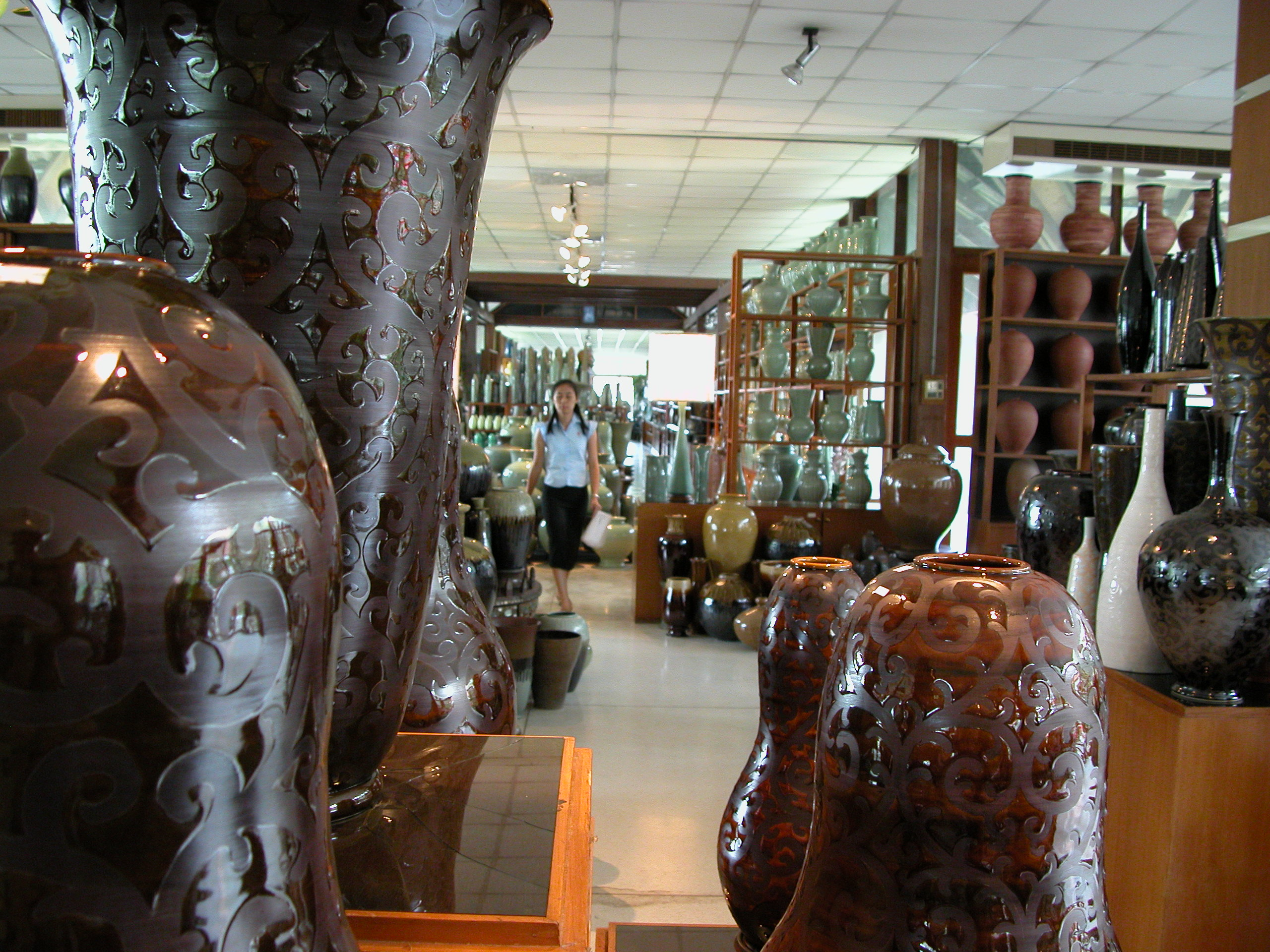
Magasin de céramique à Chiang Mai (2003)

De plus, il y a les récipients qui reflètent le mode de la vie thaï. Les Thaïs les utilisent pour boire de l’eau. Les céladons se fabriquent au Nord aussi. Ils sont originaires de la région de Chiang Mai. En général, il y a plusieurs objets artisanaux qui reflètent le mode de vie thaï comme les nattes tressées, celles que les thaïs utilisent pour s’asseoir par terre. Ces nattes sont tressées à la main. Le service à bétel (c’est-à-dire “หมาก” en thaï) des personnes âgées. Le mouvement des poissons peut faire que les enfants s’y intéressent.
De ce fait, les objets artisanaux offrent une vision du mode de vie d’un peuple. Ils sont souvent attirants et élégants grâce à l’habileté de l’artisan. En Thaïlande, certains objets sont rarement vus hors des villages producteurs. Pourtant, on continue à les fabriquer de façon traditionnelle et à les utiliser dans la vie quotidienne. D’ailleurs, ces objets sont exportés dans le monde entier non seulement cela améliore l’économie thaïlandaise, mais aussi le revenu par tête des habitants. 
En réalité, le riz gluant n'est pas l'aliment principal des thai (siamois # Tai), mais celui des laotiens (laotiens du Laos, lao-thai du nord-est de la Thailande), et celui d'autres Tai tels que les  Nong au nord du Vietnam (Tai-dam, Tai-Khao. etc). Les laotiens en mangent avec la nourriture, tout comme les occidentaux avec du pain... Les Thai (siamois) et les autres Tai en Chine du sud, font du gâteau avec le riz gluant, et ce n'est pas leur aliment principal.